# Frances Tempest
Frances Tempest är en brittisk kostymör.
Tempest är främst verksam inom den brittiska teaterbranschen på flera teatrar runt om i England, men har även gjort en del kostym för olika film- och TV-produktioner. Har bland annat varit kostymör för filmer som Kalenderflickorna och Greenfingers (båda med Helen Mirren i huvudrollen), The Last of the Blonde Bombshells, Colin Nutleys film The Queen of Sheba's Pearls, BBC-serien Murder Rooms: The Mysteries of the Real Sherlock Holmes ("Klassiska mord" med Ian Richardson som Dr. Bell) och för den populära Miss Marple-deckarserien från 2004 med Geraldine McEwan i huvudrollen som Agatha Christies gamla deckarhjältinna.